# Савостин, Леонид Алексеевич
Леони́д Алексе́евич Саво́стин (1944 год, Тавда, Свердловская область — 2004 год, Москва) — советский, российский физик, геолог, доктор геолого-минералогических наук (1981), директор Института океанологии (1992—1994).

## Биография
В 1966 г. окончил Ленинградский государственный университет по специальности «физика (ядерные реакции)», работал в Гатчинском филиале Ленинградского физико-технического института. С 1971 года работал в Институте океанологии в Москве (аспирант, младший научный сотрудник, с 1976 — старший научный сотрудник); в 1992—1994 — директор Института.
В 1988—2004 годы руководил созданной им компанией «Лаборатория региональной геодинамики Лтд» (научные исследования в области геофизики).
Похоронен на Игумновском кладбище близ пос. Кратово (Раменский район, Московская область).

## Научная деятельность
В 1981 году защитил докторскую диссертацию («Кайнозойская тектоника плит Арктики, северо-восточной и внутренней Азии и глобальные палеогеодинамические реконструкции»).
Основные направления исследований:
- геология
- палеогеодинамика (расчёт и анализ перемещений литосферных плит).

Разрабатывал методику палеогеодинамических построений, применил её к отдельным регионам и для всей Земли в целом. Совместно с Л. П. Зоненшайном создал уникальную по своей полноте серию из 24 глобальных палеогеодинамических реконструкций (карт), охватывающих временной интервал от 160 млн лет назад до современности.
Участник многих океанских экспедиций.
Автор более 50 научных работ и соавтор ряда монографий.

## Адреса
В Москве — Профсоюзная ул., 43, корп. 2 (1986—2004).